# Taglia 42
I Taglia 42 sono stati un gruppo musicale italiano pop rock, formatosi a Bologna nel 1997 dalla collaborazione fra Saverio Grandi, Luca Longhini, Renato Droghetti, Stefano 'Perez' Peretto e la cantante Serenella Occhipinti, scioltosi nel 2000.

## Storia del gruppo
Il gruppo è nato da quattro musicisti che frequentavano già da tempo gli studi di registrazione del bolognese (dove Saverio e Luca facevano i turnisti), cui si è aggiunta Serenella Occhipinti. Il gruppo esordisce nell'estate del 1997 con il singolo Regolare, riscuotendo un buon successo, anche a seguito dell'arrivo in finale a Sanremo Giovani 1997. 
L'anno seguente, con il brano Con il naso in su, partecipano al Festival di Sanremo nella sezione "Giovani". Pubblicano quindi il loro primo album dal titolo omonimo Taglia 42, che nella seconda versione del 1998 include il brano Il tempo con te, cover di Weather with You dei Crowded House. Nell'inverno dello stesso anno pubblicano il singolo Ancora un po'.
Nell'estate del 1999 esce il singolo Rilassati, anticipazione del secondo album, Due, la cui pubblicazione avviene nel 2000. Il titolo, oltre a indicare il secondo album del sodalizio, evidenzia un profondo cambiamento che riguarda i testi, più duri, la musica, più vicina al rock, e la formazione stessa, che dagli iniziali cinque componenti si è ridotta ai soli Occhipinti e Grandi. L'album vede la collaborazione di Vasco Rossi per la scrittura del testo di Pregi e difetti e quella con Mariadele, che presta la voce per il brano Dalla tua parte, quella di Evelina Arnesano per la scrittura del testo Tu non mi stanchi mai (su musica di Saverio Grandi).
Nel maggio dello stesso anno il gruppo si scioglie. Mentre proseguì l'attività della voce femminile del gruppo come solista con il nome "Sara6" – partecipando fra l'altro alla Sezione Giovani di Festival di Sanremo 2001 su Rai 1 e al tradizionale appuntamento tv Natale in Vaticano 2005 su Canale 5, l'edizione più seguita per ascolti –, partecipando a vari progetti, incidendo numerosi nuovi singoli ).
Nel novembre del 2017 alcuni componenti (Serenella Occhipinti, Luca Longhini, Renato Droghetti, Stefano Peretto e la new entry Giorgio Santisi) decidono di riunirsi e fondare un nuovo gruppo musicale, gli "Yessa", per proporre un repertorio di nuovi inediti mescolati a cover ri-arrangiate e pezzi originali dei Taglia 42. Nel 2018 gli Yessa interrompono la loro attività e Serenella Occhipinti e Giorgio Santisi proseguono il progetto di band con il nome di Sara6.
Nel 2019 Serenella incontra di nuovo Saverio ed entrambi decidono di tornare in pista come Taglia42. Nell'estate del 2020 esce il singolo "Diletta Leotta" (Occhipinti S. -Grandi S.- Grandi G- Santisi G.) prodotto da Saverio Grandi e Badhabit

## Formazione
- Serenella Occhipinti, voce
- Saverio Grandi, autore, basso e chitarra acustica

### Ex componenti
- Luca Longhini, chitarra
- Renato Droghetti, tastiere e campionatore
- Stefano Peretto, batteria e percussioni

## Discografia
- 1997 - Taglia 42 (Universal – UMD 77528)
- 2000 - Due (Universal – 157 117-2)

### Singoli
- 1997 - Regolare
- 1997 - Un vuoto
- 1998 - Il tempo con te
- 1998 - Con il naso in su
- 1999 - Rilassati
- 2000 - Pregi e difetti
- 2000 - Settimo cielo
- 2020 - Diletta Leotta

### Remix
- 1997 - Regolare